# Proizvodnost
Proizvodnost ili produktivnost općenito označava omjer proizvedenih dobara i potrebe za čimbenicima proizvodnje ili uspješnost pri obavljanju nekog posla u odnosu na upotrebljene resurse. 
Postoji nekoliko tumačenja i definicija produktivnosti, npr. u jezikoslovju, narodnom gospodarstvu, ekonomiji i biologiji.
Stopa učinkovitosti rabljenoga inputa ili resursa u odnosu na izlazne aktivnosti. Percepcija o razini angažmana i rabljenje resursa u odnosu na rezultate gospodarske aktivnosti (proizvodnje) kao što je proizvodnja roba, usluga.
Produktivnost kao gospodarski pokazatelj prikazije omjer učinka čimbenika proizvodnje. Proizvodni čimbenici su sredstva koja su potrebna za proizvodnju:
- prirodni resursi
- rad (fizičke i mentalne sposobnosti osobe koja provodi)
- kapital, novac
- informacija podatci i intelektualni kapital
- znanje: (formalna i skrivena znanja kao primjerice iskustvo)